# Sprungwurf

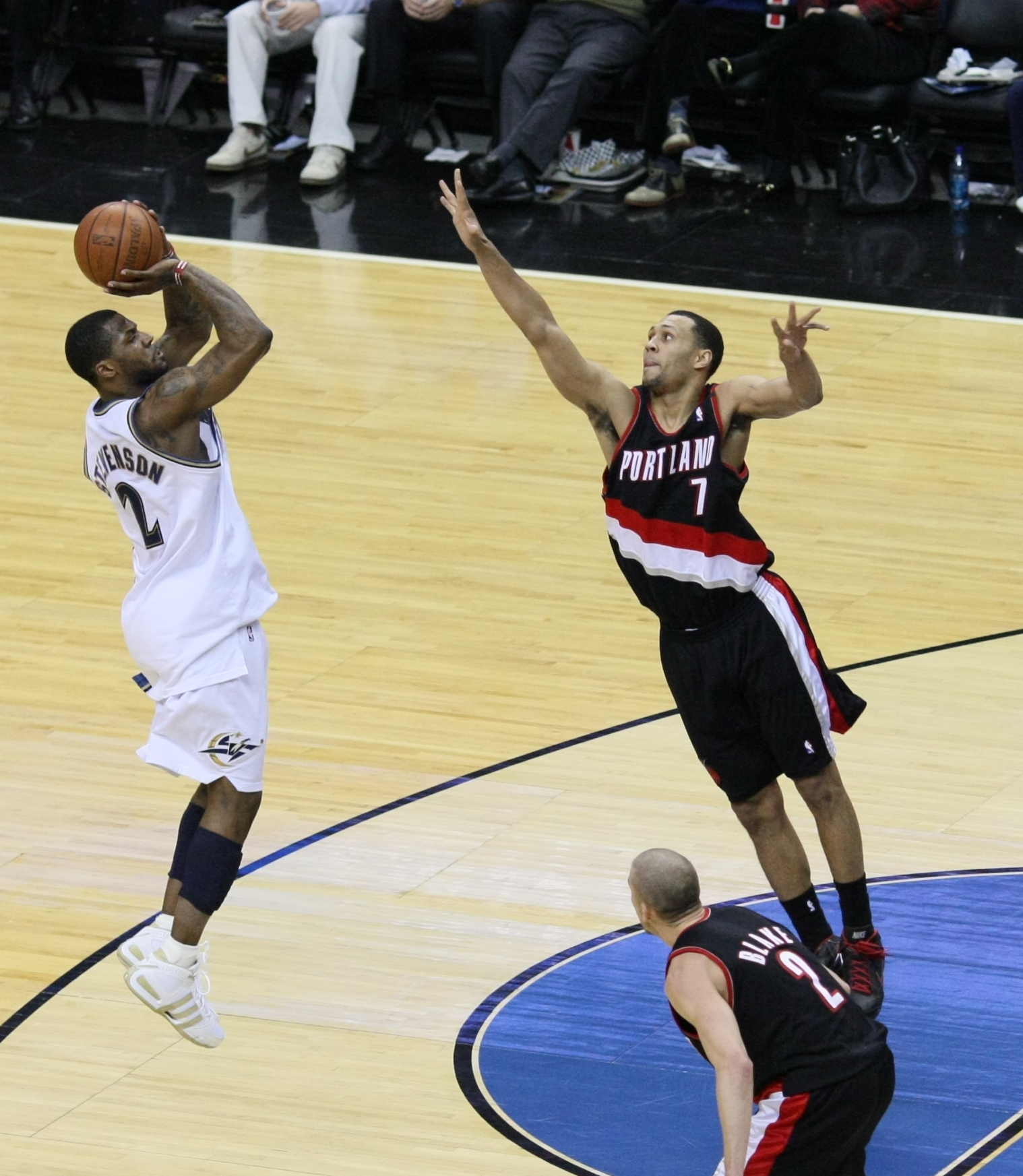
Brandon Roy verteidigt einen Sprungwurf durch DeShawn Stevenson

Sprungwurf ist die Bezeichnung für Wurftechniken, die im Wesentlichen in den Sportarten Basketball und Handball angewendet werden. Ihnen ist der Sprung, das Abheben von der Erde, gemeinsam; in der Wurfausführung unterscheiden sie sich erheblich.

## Basketball
Der einhändige Sprungwurf ist die heute übliche Art aus der Distanz zu werfen. Beim einhändigen Sprungwurf führt nur eine Hand (bzw. ein Arm) die eigentliche Wurfbewegung aus, während die andere Hand lediglich von rechts oder links (je nachdem, ob Links- oder Rechtshänder) den Ball bis zum Zeitpunkt des Wurfes (bzw. wenn der Ball die Hand verlässt) stützt und auf der Wurfhand fixiert. 

## Handball

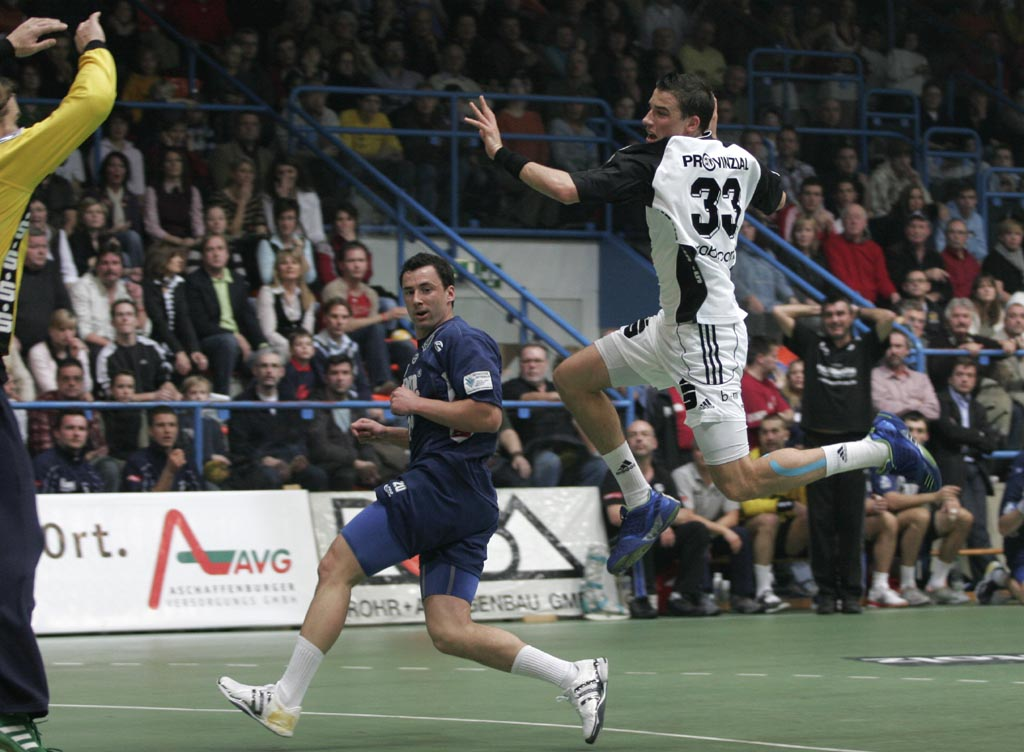
Sprungwurf beim Männerhandball

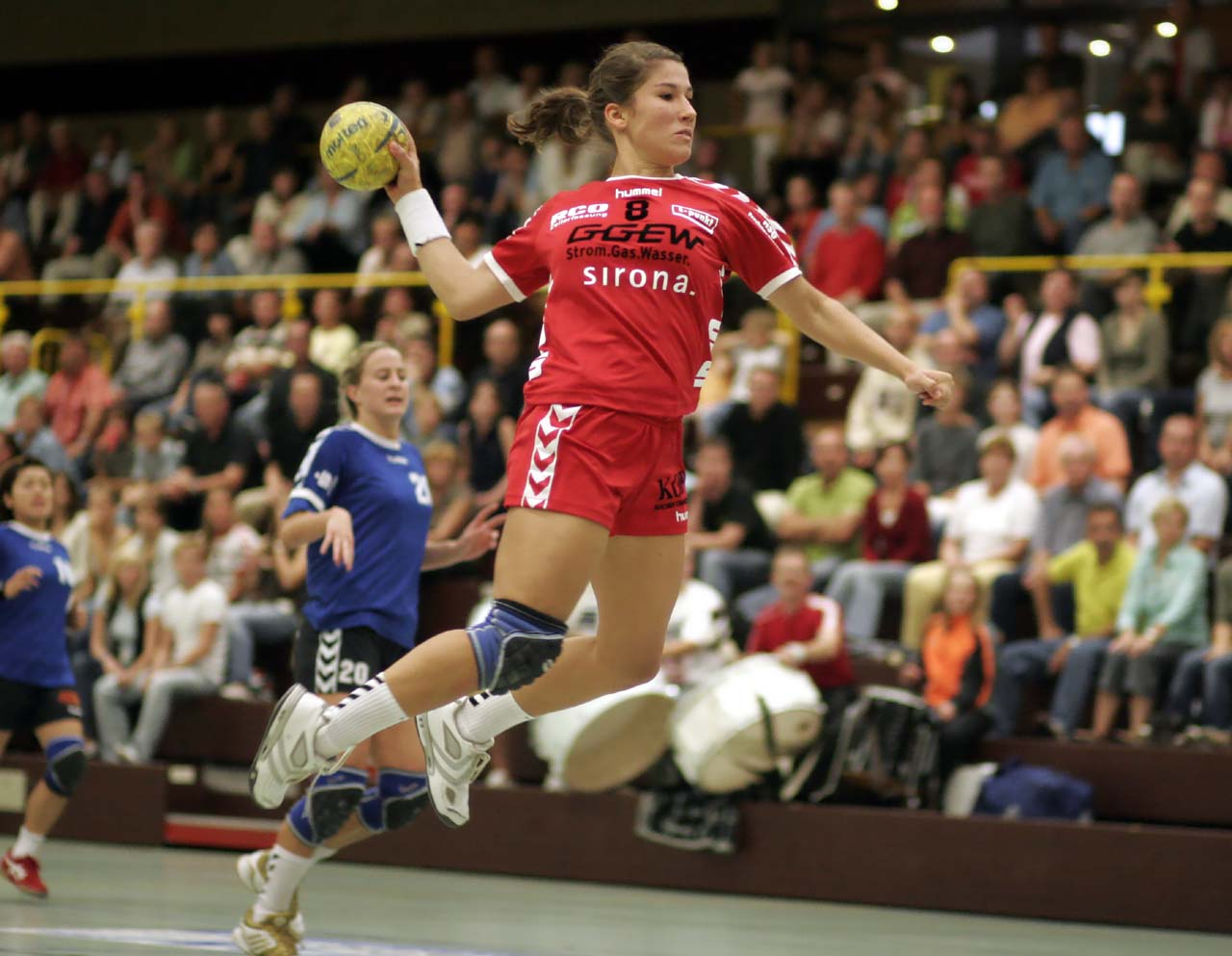
Sprungwurf im Frauenhandball

Der Sprungwurf ist der wichtigste und am häufigsten angewandte Wurf im Handball. Im Vergleich zum Schlagwurf bietet der Sprungwurf mehrere Vorteile:
- Durch einen Absprung in die Höhe (aus der „zweiten Reihe“) wird der gegnerischen Abwehr das Abblocken des Balles deutlich erschwert.
- Für die Außenspieler ist ein guter Absprung wichtig um Raum für einen besseren Wurfwinkel zu gewinnen.
- Bei einem Konter (Tempogegenstoß) oder nach einem Durchbruch an den Wurfkreis wird durch einen Absprung in die Weite die Distanz zwischen Tor und Werfer verringert. Dies reduziert die Zeit für entsprechende Gegenmaßnahmen des Torhüters und erhöht die Erfolgsaussichten für den Schützen.

Eine besondere Variante des Sprungwurfes ist der verzögerte Sprungwurf. Hansi Schmidt gilt als sein Erfinder. Dieser Wurf wird erst in der Sinkbewegung des Sprunges ausgeführt. Bei Schmidt war diese Wurfvariante allerdings das Ergebnis einer ausgekugelten Schulter.
Drei Bilder eines Tempogegenstoßes mit Sprungwurf von Stefan Schröder, aufgenommen beim Spiel HSV Hamburg - Montpellier HB, am 11. August 2007.

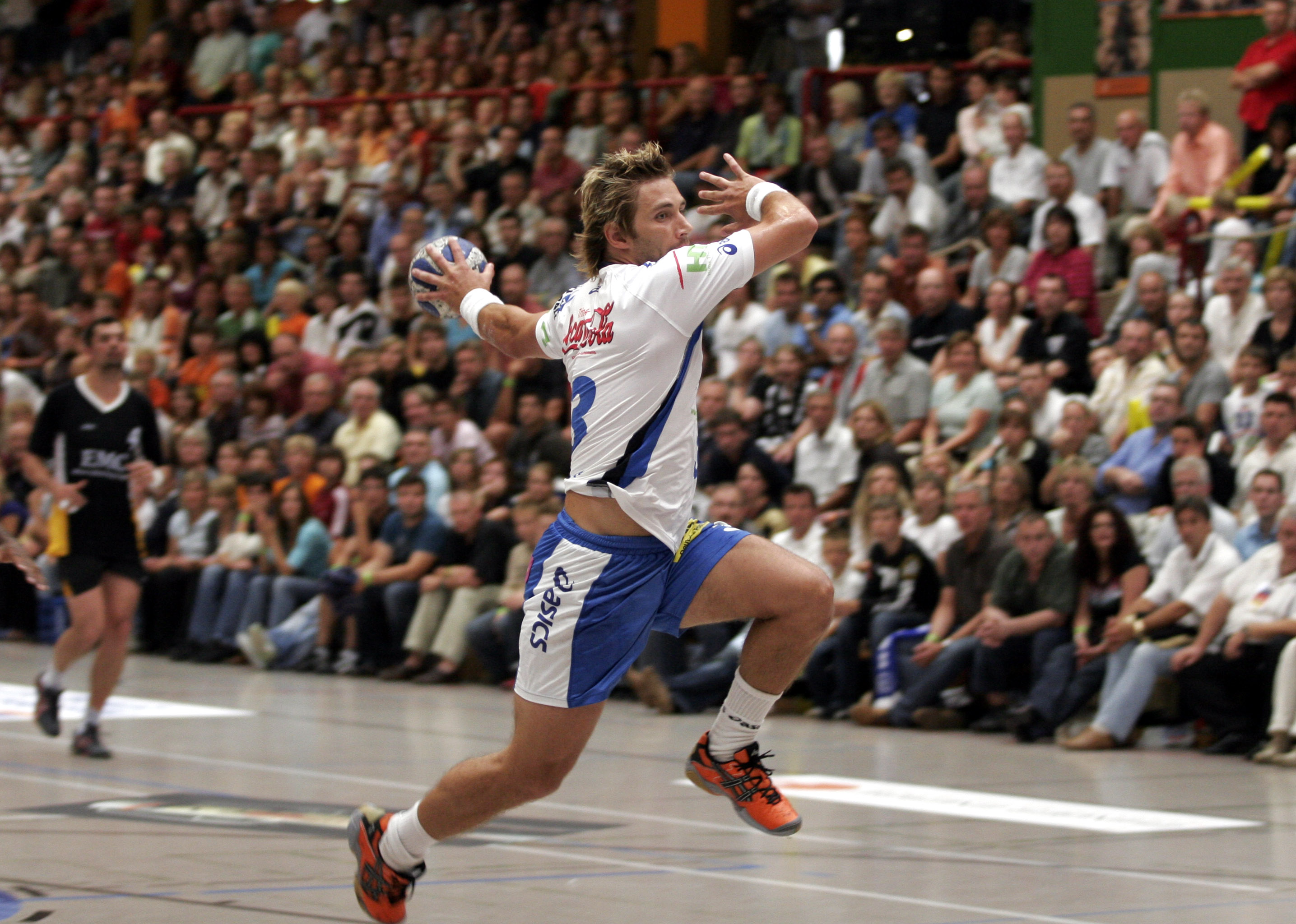
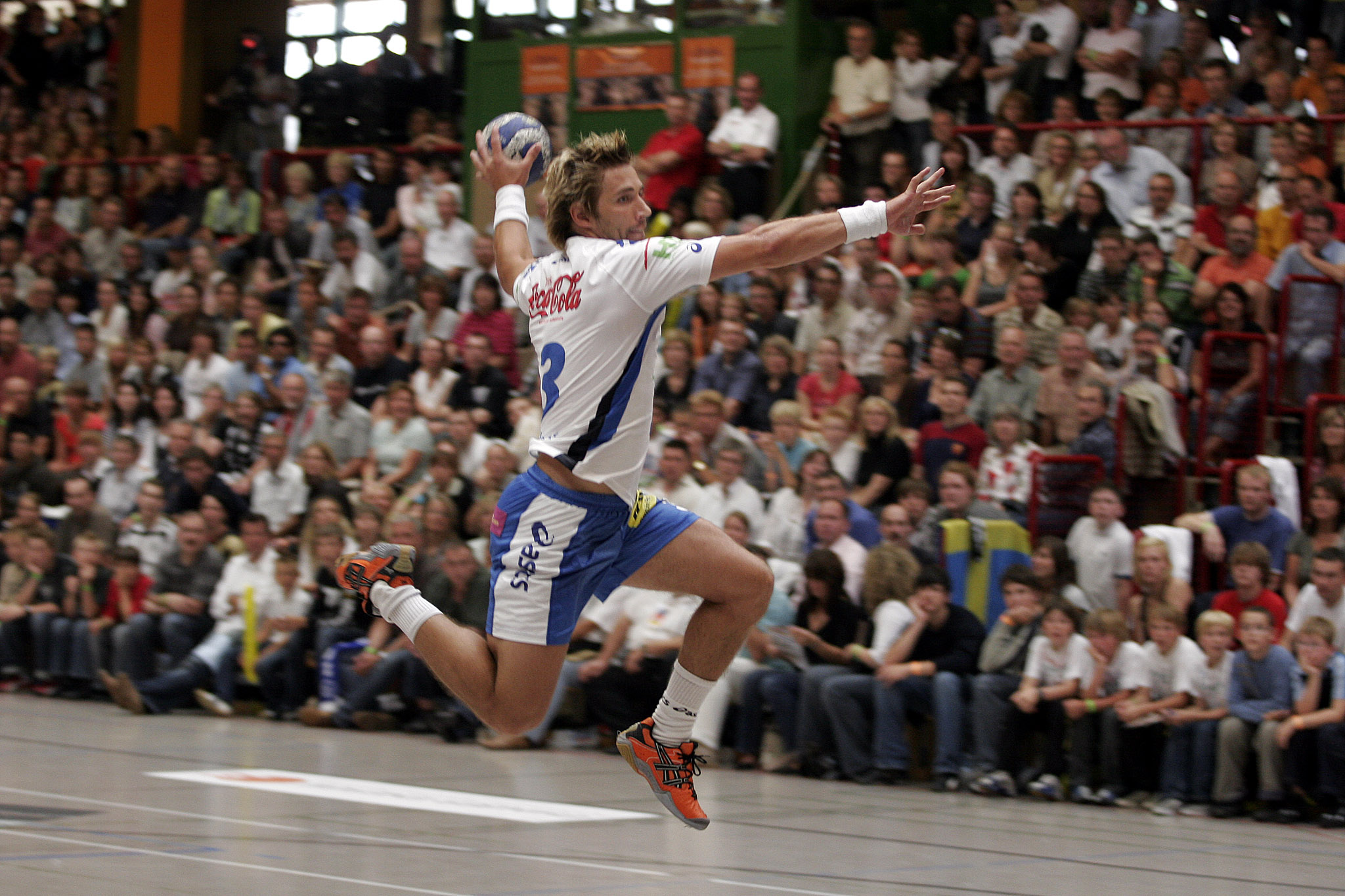
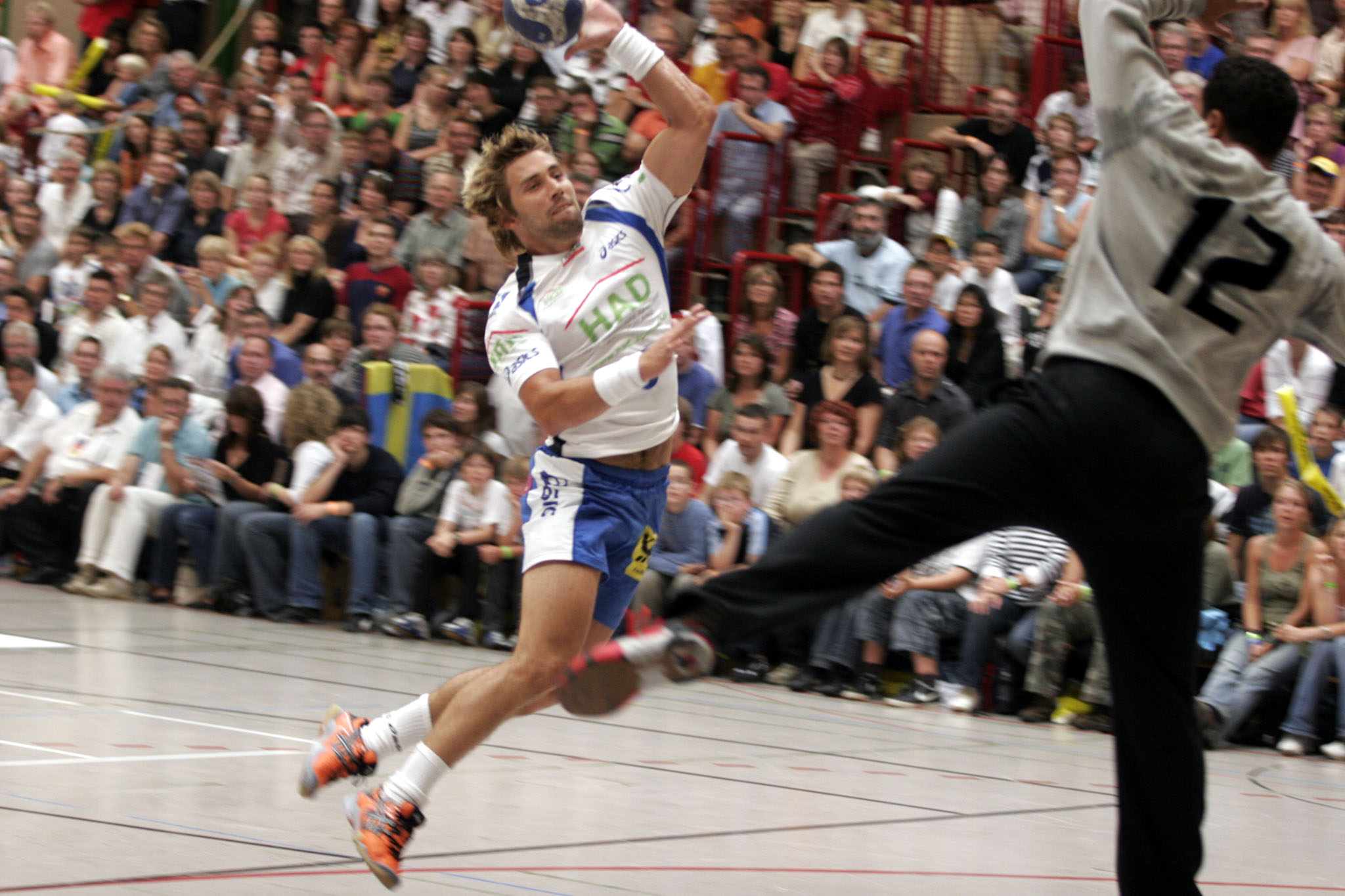